# Кастирага Видардо
Кастира̀га Вида̀рдо (на италиански: Castiraga Vidardo, на западноломбардски: Vidard, Видард) е малко градче и община в Северна Италия, провинция Лоди, регион Ломбардия. Разположено е на 74 m надморска височина. Населението на общината е 2672 души (към 2012 г.).